# Phaeogenes distinctus
Phaeogenes distinctus là một loài tò vò trong họ Ichneumonidae.